# Şükrü Ersoy
Pour les articles homonymes, voir Ersoy.
Şükrü Ersoy, né le 14 janvier 1931 à Istanbul (Turquie), est un joueur de football international puis entraîneur turc, qui jouait au poste de gardien de but.

## Biographie
Lié toute sa carrière de sportif au grand club de sa ville natale du Fenerbahçe SK (comme joueur puis entraîneur), son club formateur, Ersoy, joua ensuite au Vefa SK, Ankaragücü puis en Autriche au SV Austria Salzbourg. Il a évolué avec l'équipe de Turquie pendant la coupe du monde 1954 en Suisse.
Il fut ensuite entraîneur, au Fenerbahçe, ainsi qu'à Trabzonspor, à l'Altay SK puis à Denizlispor.